# Kerron Johnson
Kerron Tyre Johnson jr. (Tallahassee, 14 dicembre 1990) è un cestista statunitense.

## Palmarès
- Coppa di Romania: 1

U Cluj: 2020